# Carl-Benz-Realschule Oberkassel
Die Städtische Carl-Benz-Realschule Oberkassel in Düsseldorf ist eine Schule der Sekundarstufe I in öffentlicher Trägerschaft. Sie liegt im linksrheinischen Stadtteil Niederkassel und gehört zum Stadtbezirk 4. Ihr Namensgeber ist der deutsche Ingenieur und Pionier Carl Benz.

## Geschichte
Die Realschule wurde 1972 im linksrheinischen Düsseldorfer Stadtteil Oberkassel gegründet. Der Standort lag damals an der Lankerstraße. Zunächst wurden zwei Klassen 5 eingeschult, die nur von zwei Lehrkräften unterrichtet wurden. Mit dem Wachsen der Schülerzahl wuchs auch die Anzahl der Lehrkräfte an der Realschule.
Da der Raum dort schon bald nicht ausreichte, wurde Unterricht auch in den Räumen der damaligen Hauptschule an der Schorlemerstraße durchgeführt. Über mehrere Jahre mussten die Lehrkräfte täglich zwischen beiden Gebäuden wechseln. Da dieser Zustand langfristig nicht haltbar war, wurde der Bau eines neuen Schulgebäudes auf dem freien Platz an der Lewitstraße in Niederkassel geplant. 1983 wurde er fertiggestellt. Am 9. März 2020 wurde der Grundstein für einen Erweiterungsbau gelegt. Im Jahr 2021 wurde der Neubau inklusive Aula als Erweiterung des Schulgebäudes eröffnet. Der offizielle Schulname Städtische Carl-Benz-Realschule Oberkassel Sekundarstufe I wurde auch nach dem Umzug in den Stadtteil Niederkassel beibehalten. Im Juni 2021 wurde die neue Dreifachsporthalle an der Schorlemerstraße für das benachbarte Gymnasium und für die Carl-Benz-Realschule fertiggestellt.
Im Jahr 2025 werden in der dreizügigen Carl-Benz-Realschule mehr als 500 Schüler der Jahrgangsstufen 5–10 in 18 Klassen unterrichtet. Im Jahr 2025 verfügt die Schule über ein besonderes Profil im Bereich Bildung für nachhaltige Entwicklung (Agenda 2030 der Vereinten Nationen) und Demokratieförderung. Die Schülerinnen und Schüler werden schwerpunktmäßig über die schuleigene Fachexpertise Internationale Beziehungen und die internationalen Kontakte der Schule auf zukünftige gesellschaftliche Aufgaben und auf die globale Zusammenarbeit vorbereitet.

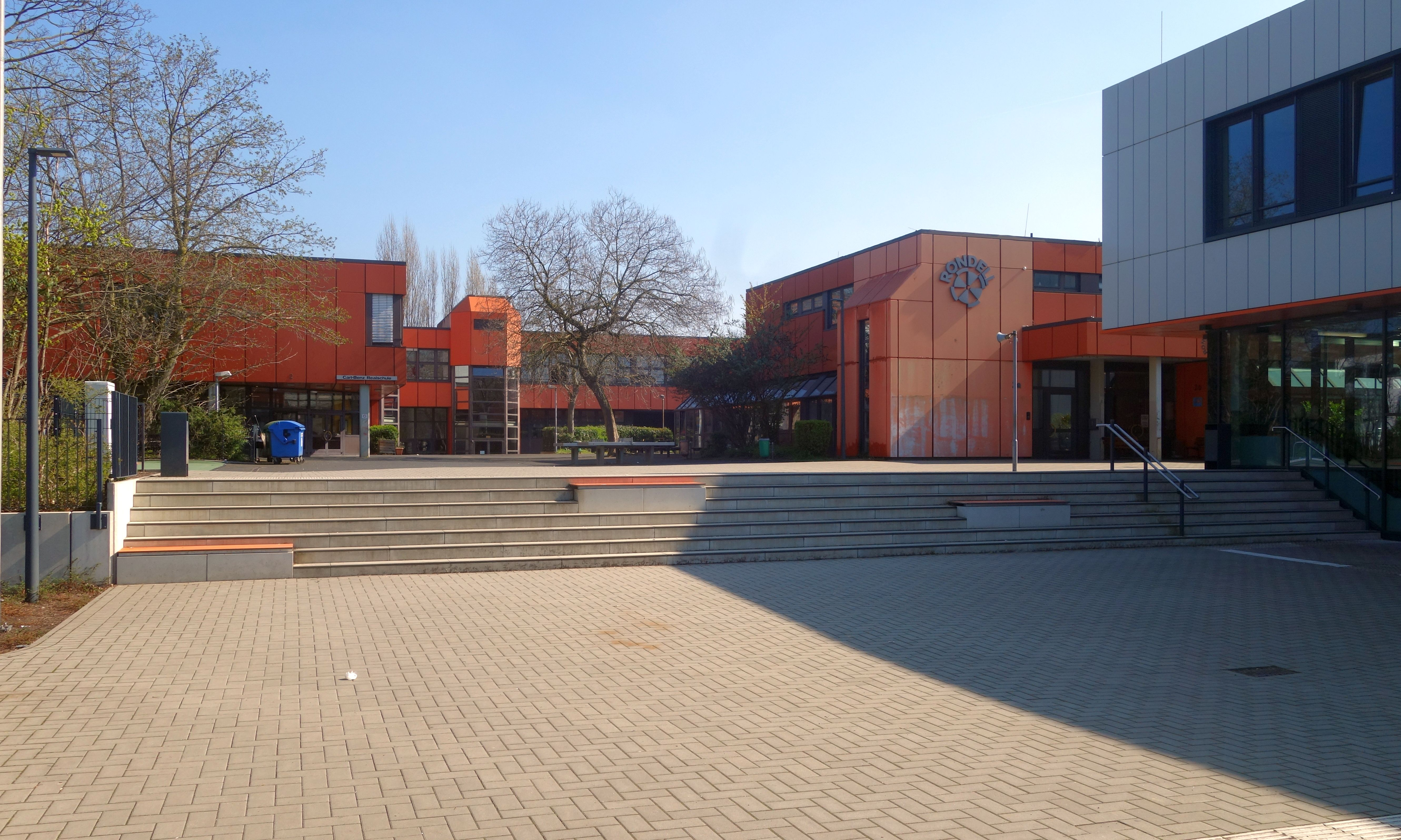
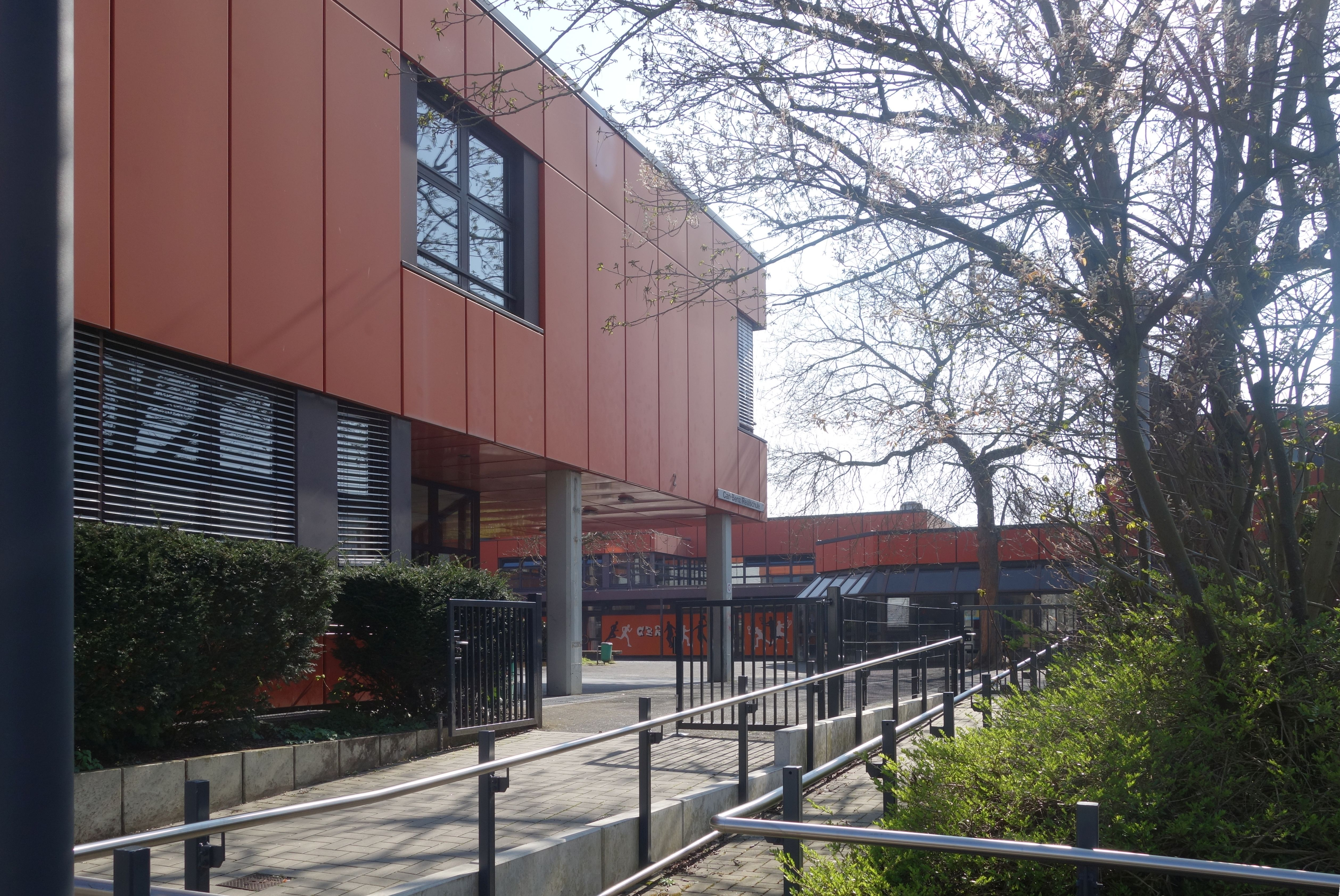
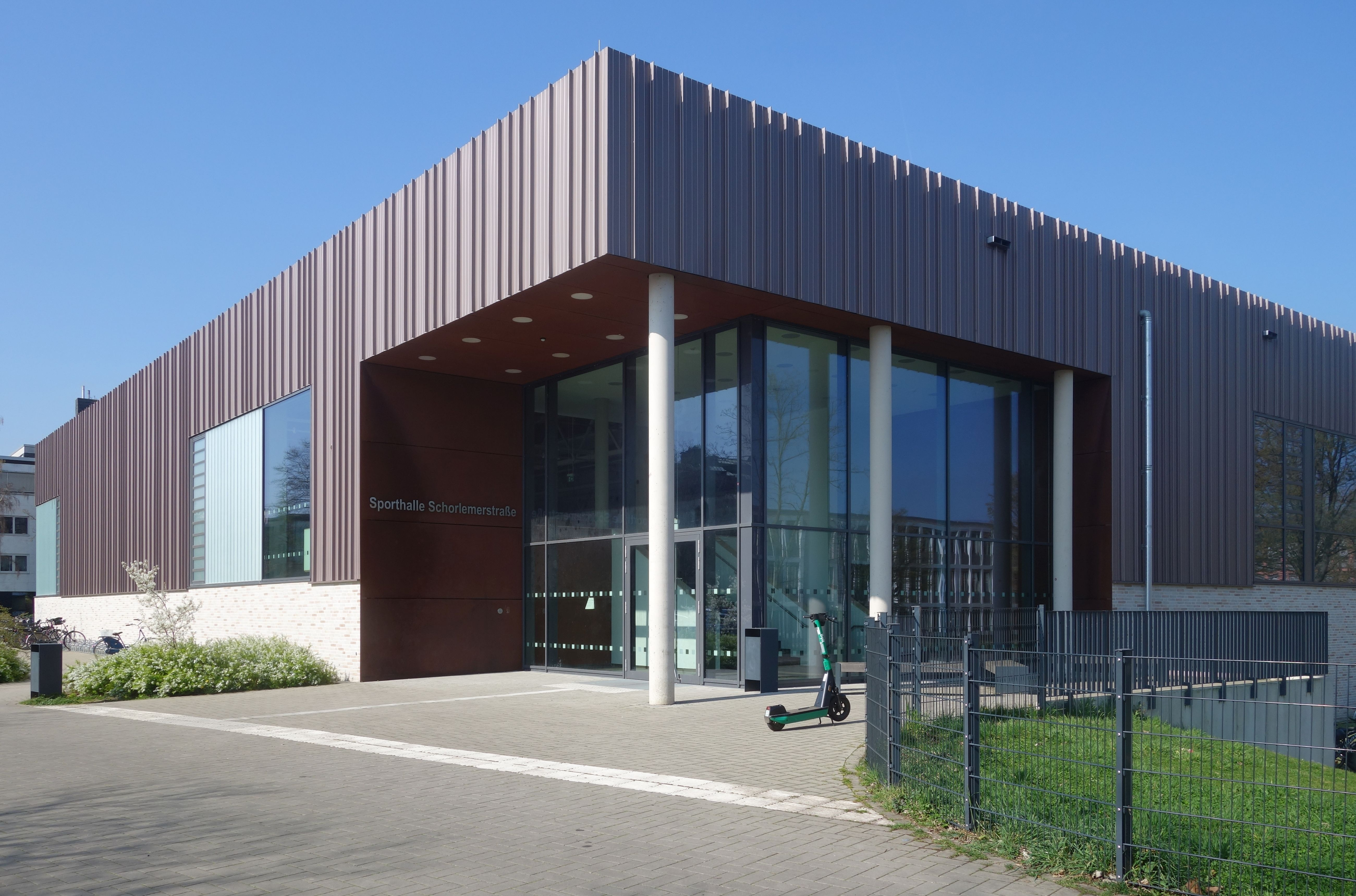
Sporthalle Schorlemerstraße

## Auszeichnungen
- 2007: Auszeichnung als offizielle BuddY-Schule für soziales Lernen[4]
- 2023: Schulpreis Bildung für nachhaltige Entwicklung[5] mit Preisübergabe durch Eckart von Hirschhausen[6]
- 2024: Schulpreis für Entwicklungspolitik[7] durch Bundespräsident Frank-Walter Steinmeier und Bundesministerin Svenja Schulze in Berlin[8]

## Chronologie und Schulentwicklung seit 2011
- 2011: Besuch der Schulministerin Sylvia Löhrmann[9]
- 2016: Einrichtung des bilingualen Zweigs Deutsch-Englisch
- 2021: Schule des Gemeinsamen Lernens[10] beginnend mit Jahrgangsstufe 5
- 2022: Besuch des chinesischen Generalkonsuls[11] anlässlich der Kooperation mit dem Herkunftssprachlichen Unterricht Chinesisch an der Schule
- 2022: Durchführung der ersten BNE-Projektwoche mit dem WELTfairÄNDER*INNEN-Team des Erzbistums Köln
- 2023: offizielle Kultur.Forscher!-Schule in Kooperation mit der Universität Marburg und dem Kunstpalast Düsseldorf
- 2023: Gründung des Eine-Welt-Rats der Schule mit Vertretungen aus aktuell 29 Nationen
- 2023: Einrichtung des BNE-Selbstlernzentrums[12] (BNE: Bildung für nachhaltige Entwicklung)
- 2023: Einrichtung des Schulsanitätsdienstes mit Erste-Hilfe-Ausbildung
- 2024: Ausrichtung der BNE-Tagung im Regierungsbezirk Düsseldorf[13]
- 2024: Internationale Schulpartnerschaften mit L'EPCM (Ecole Polyvalente Carolus Magnus) / Burundi, CEG1, Ouèssè / Benin und Nan Tong High School, Nantong, Provinz Jiangsu / China[14]